# Tibouchina benthamiana
Tibouchina benthamiana är en tvåhjärtbladig växtart som först beskrevs av Gardn., och fick sitt nu gällande namn av Célestin Alfred Cogniaux. Tibouchina benthamiana ingår i släktet Tibouchina och familjen Melastomataceae. Inga underarter finns listade i Catalogue of Life.